# Гоголишвили, Мамия Алексеевич
Мамия Алексеевич Гоголишвили (груз. გოგოლიშვილი, მამია) — советский хозяйственный, государственный и политический деятель.

## Биография
Родился 16 сентября 1914 года в селе Бобоквати.
С 1933 года — на хозяйственной, общественной и политической работе. В 1933—1954 гг. — в Аджаристанском областном Совете профсоюзов, студент Тбилисского сельскохозяйственного института имени Л. П. Берия, управляющий трестом совхозов Народного комиссариата земледелия Аджарской АССР, народный комиссар земледелия Аджарской АССР, начальник Плодоовощного управления Народного комиссариата земледелия Грузинской ССР, заместитель заведующего Сельскохозяйственным отделом ЦК КП(б) Грузии, председатель Совета Министров Аджарской АССР.
Член ВКП(б) с 1939 года.
Избирался депутатом Верховного Совета СССР 3-го созыва.
Умер в Тбилиси 6 августа 2006 года.